# 이항 분포
이항 분포(二項分布)는 연속된 n번의 독립적 시행에서 각 시행이 확률 p를 가질 때의 이산 확률 분포이다. 이러한 시행은 베르누이 시행이라고 불리기도 한다. 사실, n=1일 때 이항 분포는 베르누이 분포이다.
이항 분포는 양봉 분포(Bimodal distribution)와는 다른 것이다.

## 예
기본적인 예: 일반적인 주사위를 10회 던져서 숫자 6이 나오는 횟수를 센다. 이 분포는 n = 10이고 p = 1/6인 이항분포이다.
다른 예로는, 아주 많은 인구의 5%가 쌍꺼풀이 있다고 해보자. 그리고 100명을 무작위적으로 선택한다. 당신이 선택한 쌍꺼풀을 가진 사람의 수는 n = 100이고 p = 0.05인 이항분포를 따른다.

## 상세내용

### 확률 질량 함수
일반적으로, 확률변수 K가 매개변수 n과 p를 가지는 이항분포를 따른다면, K ~ B(n,p)라고 쓴다. n번 시행 중에 k번 성공할 확률은 확률 질량 함수로 주어진다:
{\displaystyle \Pr(K=k)=f(k;n,p)={n \choose k}p^{k}(1-p)^{n-k}}
이 때, k = 0, 1, 2, ..., n 이고,
{\displaystyle {n \choose k}={\frac {n!}{k!(n-k)!}}}
는 이항 계수(C(n,k) 또는 nCk라고 쓰기도 함)이다. 이 식은 다음과 같이 이해할 수 있다: 우리는 k번의 성공(pk)과 n − k번의 실패((1 − p)n − k)를 원한다. 그러나, k번의 성공은 n번의 시도 중 어디서든지 발생할 수 있고, 또한 k번의 성공을 가지는 분포는 C(n, k)개가 있다.
이항 분포 확률에 대한 참고표를 만들 때, 표는 대체로 n/2개의 값으로 채워져 있다. 이것은 k > n/2에 대해 확률이 다음과 같이 계산될 수 있기 때문이다.
{\displaystyle f(k;n,p)=f(n-k;n,1-p).\,\!}
그러므로 다른 k와 다른 p를 보아야 한다(이항 분포는 일반적으로 대칭적이지 않음).

### 누적 분포 함수
누적 분포 함수는 다음과 같이 베타함수꼴로 쓸 수 있다:
{\displaystyle F(k;n,p)=\Pr(X\leq k)=I_{1-p}(n-k,k+1)\!}
이 때, k는 정수이고, 0 ≤ k ≤ n이다. 만약 x가 정수일 필요가 없거나 양수일 필요가 없다면 다음과 같이 쓸 수 있다:
{\displaystyle F(x;n,p)=\Pr(X\leq x)=\sum _{j=0}^{\operatorname {Floor} (x)}{n \choose j}p^{j}(1-p)^{n-j}.}
k ≤ np를 만족하는 k에 대해에 대해 분포 함수의 낮은 꼬리에 대한 상계를 유도할 수 있다. 특히, 호에프딩 부등식을 이용하면 다음을 얻는다:
{\displaystyle F(k;n,p)\leq \exp \left(-2{\frac {(np-k)^{2}}{n}}\right),\!}
그리고 체르노프 부등식은 다음의 경계를 유도하는 데 사용할 수 있다:
{\displaystyle F(k;n,p)\leq \exp \left(-{\frac {1}{2\,p}}{\frac {(np-k)^{2}}{n}}\right).\!}

## 평균, 분산, 최빈값
만약 X : B(n, p)라면, X의 기댓값은
{\displaystyle \operatorname {E} (X)=np\,\!}
이고 분산은
{\displaystyle \operatorname {Var} (X)=np(1-p).\,\!}
이것은 쉽게 증명할 수 있다. 먼저 한 번의 베르누이 시행을 생각해보자. 결과는 1과 0 두 가지이고, 1이 나올 확률이 p, 0이 나올 확률이 1 − p이다. 이 시행의 평균은 μ = p이다. 분산의 정의를 이용하면 다음을 얻는다.
{\displaystyle \sigma ^{2}=\left(1-p\right)^{2}p+(0-p)^{2}(1-p)=p(1-p).}
이제 n번의 시행에 대한 분산을 구한다고 생각해보자(일반적인 이항 분포). 각 시행은 독립이므로, 각 시행에 대한 분산들을 더하면
{\displaystyle \sigma _{n}^{2}=\sum _{k=1}^{n}\sigma ^{2}=np(1-p).\quad }
X의 최빈값은 (n + 1)p와 같거나 작은 가장 큰 정수이다; 만약 m = (n + 1)p이 정수라면, m − 1과 m이 둘 다 최빈값이다.

## 평균과 분산의 명확한 유도
명확한 유도를 위해 다음의 식을 이용한다.
{\displaystyle \sum _{k=0}^{n}\operatorname {Pr} (X=k)=\sum _{k=0}^{n}{n \choose k}p^{k}(1-p)^{n-k}=1}

### 평균
먼저, 기댓값의 정의를 적용하면
{\displaystyle \operatorname {E} (X)=\sum _{k}x_{k}\cdot \operatorname {Pr} (x_{k})=\sum _{k=0}^{n}k\cdot \operatorname {Pr} (X=k)=\sum _{k=0}^{n}k\cdot {n \choose k}p^{k}(1-p)^{n-k}}
k가 0이므로 첫 번째 항(k' = 0)은 0이다. 이것은 제외될 수 있으므로, 하한을 k = 1로 바꿀 수 있다.
{\displaystyle \operatorname {E} (X)=\sum _{k=1}^{n}k\cdot {\frac {n!}{k!(n-k)!}}p^{k}(1-p)^{n-k}=\sum _{k=1}^{n}k\cdot {\frac {n\cdot (n-1)!}{k\cdot (k-1)!(n-k)!}}\cdot p\cdot p^{k-1}(1-p)^{n-k}}
우리는 n과 k를 팩토리얼로부터 꺼냈고, p를 하나 빼냈다.
{\displaystyle \operatorname {E} (X)=np\cdot \sum _{k=1}^{n}{\frac {(n-1)!}{(k-1)!(n-k)!}}p^{k-1}(1-p)^{n-k}}
여기서 m = n - 1 이고, s = k - 1라고 하자.
{\displaystyle \operatorname {E} (X)=np\cdot \sum _{s=0}^{m}{\frac {(m)!}{(s)!(m-s)!}}p^{s}(1-p)^{m-s}=np\cdot \sum _{s=0}^{m}{m \choose s}p^{s}(1-p)^{m-s}}
이 합은 전체 이항 분포에 대한 합이다. 그러므로
{\displaystyle \operatorname {E} (X)=np\cdot 1=np}

### 분산
분산을 다음과 같이 쓸 수 있다는 것은 증명할 수 있다:
{\displaystyle \operatorname {Var} (X)=\operatorname {E} (X^{2})-(\operatorname {E} (X))^{2}.}
이 식을 사용하면 X2의 기댓값 역시 필요하다는 것을 알 수 있다. 이것은 다음과 같이 구할 수 있다.
{\displaystyle \operatorname {E} (X^{2})=\sum _{k=0}^{n}k^{2}\cdot \operatorname {Pr} (X=k)=\sum _{k=0}^{n}k^{2}\cdot {n \choose k}p^{k}(1-p)^{n-k}.}
이를 이용해 계산하면,
{\displaystyle \operatorname {E} (X^{2})=np\cdot \sum _{s=0}^{m}k\cdot {m \choose s}p^{s}(1-p)^{m-s}=np\cdot \sum _{s=0}^{m}(s+1)\cdot {m \choose s}p^{s}(1-p)^{m-s}}
(마찬가지로, m = n - 1 이고, s = k - 1로 치환). 합을 두 부분으로 나누면,
{\displaystyle \operatorname {E} (X^{2})=np\cdot {\bigg (}\sum _{s=0}^{m}s\cdot {m \choose s}p^{s}(1-p)^{m-s}+\sum _{s=0}^{m}1\cdot {m \choose s}p^{s}(1-p)^{m-s}{\bigg )}.}
첫 번째 항은 위에서 계산한 평균과 같다. 결과는 mp이다. 두 번째 항은 1이다.
{\displaystyle \operatorname {E} (X^{2})=np\cdot (mp+1)=np((n-1)p+1)=np(np-p+1).}
이 결과와 평균(E(X) = np)을 이용해서 분산을 다시 표시해보면 다음과 같다.
{\displaystyle \operatorname {Var} (X)=\operatorname {E} (X^{2})-(\operatorname {E} (X))^{2}=np(np-p+1)-(np)^{2}=np(1-p).}

## 같이 보기
- 이산 확률 분포
- 초기하분포
- 베르누이 분포
- 푸아송 분포
- 다항 분포